# M/S Nordö III
M/S Nordö III är en färja som tillhör Trafikverket Färjerederiet och trafikerar Nordöleden, där den är reservfärja. Färjan är 30 meter lång, 8,7 meter bred och har ett djupgående på 3,4 meter. Den tar 12 personbilar, vilka måste backa ombord och köra av, eftersom färjan bara kan lasta i fören. Färjans maxfart är 11,5 knop. Den byggdes 1980 av Åsiverken i Åmål, och har en lastförmåga på 50 ton.
Våren 2009 framförde Vägverket att Nordö skulle byggas om för att trafikera Holmöleden. 2011 meddelades det att det inte längre var aktuellt.